# 松溪峡谷
松溪峽谷（英語：Pine Creek Gorge），有時也稱為賓夕法尼亞大峽谷（The Grand Canyon of Pennsylvania），是美國賓夕法尼亞州中北部松溪切入亞利加尼高原的一條47英里（76公里）長的峽谷。
松溪峽谷位於佔地約160000英畝（650平方公里）的泰奧加國家森林中。峽谷始於安索尼亞以南，靠近韋爾斯伯勒，沿著6號美國國道一直向南延伸。其最深點位於靠近南端的沃特維爾以南，深1450英尺(440公尺)。在倫納德·哈里森州立公園和科尔顿点州立公园，水深超過800英尺（240公尺）。